# Ipotesi di Sapir-Whorf
In linguistica, l'ipotesi di Sapir-Whorf (o Sapir-Whorf Hypothesis, in sigla SWH), conosciuta anche come ipotesi della relatività linguistica, afferma che lo sviluppo cognitivo di ciascun essere umano è influenzato dalla lingua che parla. Nella sua forma più estrema (ipotesi del determinismo linguistico), tale ipotesi presuppone che il modo di esprimersi determini il modo di pensare, agire e percepire la realtà circostante.
L'ipotesi prende il nome dal linguista e antropologo statunitense di origine tedesca Edward Sapir (1884-1939) e dal suo allievo Benjamin Lee Whorf (1897-1941).

## Storia
La posizione secondo cui la lingua è ancorata al pensiero era stata teorizzata in modo convincente da Bhartṛhari nel VII secolo e fu oggetto di secolari dibattiti nella tradizione linguistica indiana. Nozioni simili in Occidente, come l'assioma per cui la lingua ha effetti di controllo sul pensiero, si possono far risalire a un saggio di Wilhelm von Humboldt, Über das vergleichende Sprachstudium ("Sullo studio comparato delle lingue"; tradotto in italiano con il titolo La diversità delle lingue) e la nozione è stata in buona parte assimilata nel pensiero occidentale. Nel 1976 Károly Kerényi antepose alla traduzione in inglese del suo Dionysus questo brano:
(Károly Kerényi - Dionysus. Trad.: V. Rota)
L'origine dell'ipotesi di Sapir-Whorf può essere fatta risalire al lavoro del tedesco Franz Boas, fondatore dell'antropologia negli Stati Uniti e maestro di Sapir.
Negli Stati Uniti, Boas si imbatté in lingue dei nativi americani appartenenti a diverse famiglie linguistiche; tutte queste erano molto diverse dalle lingue semitiche e indo-europee studiate da molti intellettuali europei. Boas si rese conto di come gli stili di vita e le categorie grammaticali variassero moltissimo da un posto all'altro; di conseguenza, arrivò a credere che la cultura e gli stili di vita di un popolo si riflettessero nella lingua che esso parlava.
Sapir fu uno degli allievi più brillanti di Boas. Proseguì lo studio di Boas notando che le lingue sono sistemi organici e formalmente completi. Perciò, non era questa o quella particolare parola che esprimeva un particolare modo di pensare o di comportarsi, ma la natura coerente e sistematica della lingua interagiva ad un livello più ampio con il pensiero e il comportamento.
Mentre i suoi punti di vista cambiarono nel tempo, sembra che verso la fine della sua vita Sapir sia arrivato a credere che la lingua non rispecchiasse meramente la cultura e le azioni abituali, ma che la lingua e il pensiero potessero in effetti essere in un rapporto di influenza reciproca o forse persino di determinazione reciproca.
Whorf diede a questa idea una maggiore precisione, esaminando i particolari meccanismi grammaticali con cui il pensiero influenzava la lingua. Argomentava così il suo concetto:
(Benjamin Whorf - Language, Thought and Reality, pp. 212-214. Trad.: V. Rota)
L'accurata analisi condotta da Whorf sulle differenze tra l'inglese e la lingua hopi, in un esempio ormai diventato famoso, alzò gli standard per l'analisi della relazione tra lingua, pensiero e realtà, basandosi su un'analisi accurata della struttura grammaticale piuttosto che su un resoconto più impressionistico delle differenze tra, ad esempio, i morfemi in una lingua. Per esempio, lo «Standard Average European» (SAE - Europeo Standard Medio, cioè le lingue occidentali in genere) tende ad analizzare la realtà come oggetti nello spazio: il presente e il futuro vengono considerati «luoghi», e il tempo è un sentiero che li collega. Una frase come «tre giorni» è grammaticalmente equivalente a «tre mele» o a «tre chilometri». Altre lingue, tra le quali molte lingue dei nativi americani, sono invece orientate al processo. Per parlanti monoglotti di tali lingue, le metafore concrete/spaziali della grammatica SAE possono avere ben poco senso. Lo stesso Whorf sosteneva che il suo lavoro sull'ipotesi di Sapir-Whorf fu ispirato dall'intuizione che un parlante Hopi troverebbe la fisica relativistica fondamentalmente più semplice da capire rispetto a un parlante europeo.
In conseguenza del suo status di studente e non di linguista professionista, il lavoro di Whorf sulla relatività linguistica, condotto in larga parte nella seconda metà degli anni trenta, divenne popolare solo dopo la pubblicazione postuma dei suoi scritti negli anni cinquanta. L'ipotesi di Sapir-Whorf influenzò lo sviluppo e la standardizzazione di interlingua nella prima metà dell XX secolo, ma ciò fu in gran parte dovuto alla partecipazione diretta di Sapir. Nel 1955 James Cook Brown creò la lingua artificiale loglan (di cui il lojban è una variante riformata tuttora esistente come lingua viva) per mettere alla prova l'ipotesi. Tuttavia, nessun esperimento in tal senso fu mai condotto. Le teorie linguistiche degli anni sessanta, come quelle proposte da Noam Chomsky, si focalizzarono sull'innatismo e sull'universalità della lingua; di conseguenza, il lavoro di Whorf venne messo in ombra.
Alla fine degli anni ottanta e all'inizio del decennio successivo, i progressi della psicologia cognitiva e della linguistica antropologica rinnovarono l'interesse per l'ipotesi di Sapir-Whorf. Un esempio di un approccio chomskiano alla questione è il libro di Steven Pinker The Language Instinct, mentre un approccio più vicino a Whorf potrebbe essere rappresentato da autori come George Lakoff, che hanno ipotizzato come le argomentazioni politiche, per esempio, siano forgiate da una ragnatela di metafore concettuali che sono sottese nell'uso della lingua. Oggi i ricercatori sono in disaccordo, spesso fortemente, riguardo al grado di influenza del linguaggio sul pensiero, tuttavia questa discordia ha stimolato un crescente interesse nel campo e un gran numero di ricerche innovative.

## Critiche
Una possibile argomentazione contro la versione integrale di quest'ipotesi, una Weltanschauung in cui la maggior parte del pensiero sia incanalata dalla lingua, può essere scoperta tramite l'esperienza personale: tutti hanno avuto qualche volta difficoltà ad esprimersi a causa dei limiti della lingua e sono consci che la lingua non è adeguata per quel che intendono. Forse scrivono o dicono qualcosa per poi pensare "non è esattamente quello che intendo dire", o forse non riescono a trovare una buona maniera di spiegare un concetto a un allievo. Questo chiarisce che ciò che è pensato non è una serie di parole, perché uno può capire un concetto senza essere capace di esprimerlo a parole.
Inoltre, se l'ipotesi Sapir-Whorf venisse considerata vera così come è stata formulata dai due studiosi, si potrebbe affermare che i bilingui posseggano due differenti visioni del mondo derivanti dalla conoscenza di due lingue e dal loro uso per organizzare i propri ragionamenti mentali.
L'estremo opposto, il fatto che la lingua non influenzi per nulla il pensiero, va ugualmente considerato falso. Per esempio, è stato mostrato che la distinzione di colori simili tra loro può essere influenzata da come la lingua ne organizza i nomi (ma ciò prova puramente che le abilità per segnalare la differenza di colore è legata al linguaggio: per quanto il soggetto possa percepire due colori differenti, non potrebbe, con anni di pratica, indicare che vede due colori differenti). Un altro studio mostrò che i figli sordi di genitori udenti possono risultare inabili ad alcuni compiti cognitivi non legati all'udito, diversamente dai figli sordi di genitori sordi, a causa della maggior difficoltà dei genitori udenti nella lingua dei segni.

## Determinismo linguistico
Tra gli esempi più citati del determinismo linguistico è lo studio di Whorf sul linguaggio degli Inuit, che usa differenti parole per indicare la neve. Egli deduce che questo fatto modifica la visione del mondo degli Inuit, crea una differente modalità di esistenza rispetto, per esempio, ai parlanti di lingua inglese. La nozione che i popoli artici abbiano un ampio numero di parole per indicare la neve è stata confutata dal linguista Geoffrey Pullum in un saggio intitolato The great Eskimo vocabulary hoax (La grande bufala del vocabolario eschimese): egli rintraccia l'origine della storia, attribuendola in definitiva in gran parte a Whorf e in particolare evidenziando la banalità della teoria.
Il fatto che gli appassionati di vino dispongano di un ricco vocabolario per descrivere le sfumature di gusto dei vini non è considerato come prova del fatto che la loro mente funzioni diversamente, ma è solo che essi sanno di più di vino rispetto alla media. Gli sciatori anglofoni avranno probabilmente anch'essi un ampio vocabolario relativo alla neve (al di là delle conclusioni sulla questione della neve, bisogna tenere presente che la teoria di Whorf si incentrava sulle categorie grammaticali, soprattutto quelle nascoste, presenti in ogni lingua, non su gruppi lessicali).
Queste idee hanno trovato una qualche resistenza nella comunità dei linguisti. Svariati studi sulla percezione dei colori nelle diverse culture sono approdati a punti di vista contrastanti. (Berlin & Kay, 1969; Heider, 1972; Heider & Oliver, 1973; Rosch, 1974; Miller & Johnson-Laird, 1976) 

### Argomenti
- Etnolinguistica
- Psicologia cognitiva
- Ithkuil
- Loglan e Lojban: due lingue progettate, tra le altre cose, anche per verificare l'ipotesi di Sapir-Whorf
- Toki Pona: una lingua artificiale ispirata alla filosofia taoista

### Personaggi
- Walter Benjamin
- Jacques Derrida
- Hans-Georg Gadamer
- Johann Gottfried Herder
- Wilhelm von Humboldt
- Ferdinand de Saussure
- Alfred Korzybski